# Никобарский хохлатый змееяд
Никобарский хохлатый змееяд (лат. Spilornis klossi) — вид хищных птиц из рода хохлатых змееядов семейства ястребиных.

## Описание

### Внешний вид
Птица небольших размеров, вероятно является самым мелким представителем своего подсемейства. Длина тела составляет 38-42 см, размах крыльев — 85-95 см, масса — около 450 г.
Основная окраска оперения — песочная; задняя часть — крылья, спина и хвост — значительно темнее, серовато-коричневые. Макушка, затылок и надхвостье практически чёрные, оперённая передняя часть головы серая. На хвосте чередуются достаточно широкие чёрные и белые полосы.
На затылке, как и у всех представителей рода, перья несколько удлинённые, образуют «хохолок», который, однако, меньше, чем у других видов хохлатых змееядов.
Клюв серый, все остальные неоперённые части (перед головы, ноги, восковица, радужка глаз) — жёлтые.
Голова относительно большая, с плоской макушкой. Крылья и хвост достаточно короткие.
Молодые особи окрашены значительно светлее взрослых, основная окраска — бело-бежевая, в том числе на голове. На спине и крыльях окрашенные таким образом перья чередуются с более тёмными, коричневыми. Ноги грязно-жёлтые. Радужка коричневато-серая.
Самки крупнее самцов, разница может достигать до 12 %; в остальном половой диморфизм не проявляется.

### Голос
Крик протяжный, несколько стрекочущий.

## Таксономия
Латинское название дано в честь орнитолога Сесила Бодена Клосса.
Наряду с андаманским хохлатым змееядом и филиппинским хохлатым змееядом считался подвидом хохлатого змееяда. Все эти виды родственны и похожи между собой, однако никобарского хохлатого змееяда отличают меньшие размеры, более короткий «хохолок» и особенности окраски.
В данный момент признан отдельным монотипическим видом.

## Распространение
Эндемик Андаманских островов, находящихся в Индийском океане. Обитает прежде всего на крупнейшем из них — Большом Никобаре, но встречается также на Малом Никобаре и Менчале.
Предпочитает смешанные вечнозелёные леса, в первую очередь пущи. Чаще всего встречается среди крон деревьев, но наблюдать его можно и на лугах на высоте от 0 до 100 метров над уровнем моря, хотя был также замечен на высоте до 600 метров н.у.м. Нередко обитает вблизи водоёмов.

## Биология
Питается грызунами, рептилиями, мелкими птицами.
Информации о размножении мало. Скорее всего, показательные полёты как часть брачной церемонии отсутствуют.

## Охранный статус
Согласно МСОП, является вымирающим видом.
Количество взрослых особей оценивается в 150-370. Популяция сокращается. Основной угрозой для вида является уничтожение среды обитания, в первую очередь вырубка лесов.
Включён в Приложение II СИТЕС.